# فینال جام حذفی فوتبال انگلستان ۱۹۳۹
فینال جام حذفی فوتبال انگلستان ۱۹۳۹، رقابت پایانی جام حذفی فوتبال انگلستان در سال ۱۹۳۹ میلادی است که مابین دو تیم باشگاه فوتبال پورتسموث و باشگاه فوتبال ولورهمپتون در ورزشگاه ومبلی لندن برگزار شده‌است.
این مسابقه که در تاریخ ۲۹ آوریل ۱۹۳۹ انجام شده‌است با نتیجه ۴ بر ۱ به سود تیم باشگاه فوتبال پورتسموث به پایان رسید.